# Цесис
Це́сис (латыш. Cēsisо файле, в русских летописях — др.-рус. Кѣсь; до 1917 года официально — Ве́нден, нем. Wenden) — город в Латвии, административный центр Цесисского края. Расположен на реке Гауя, в 90 км к северо-востоку от Риги. Население — 14,8 тыс. жителей (2022 год).

## Население
По данным Центрального статистического управления Латвии, на 1 января 2015 года численность населения города составляла 15 666 жителей.
Национальный состав города согласно переписи населения 1989 года и по оценке на начало 2022 года:
| Национальность | чел. (1989) | %        | чел. (2022) | %        |
| -------------- | ----------- | -------- | ----------- | -------- |
| всего          | 21 123      | 100,00 % | 14 766      | 100,00 % |
| латыши         | 16 223      | 76,80 %  | 13 030      | 88,24 %  |
| русские        | 3734        | 17,68 %  | 1146        | 7,76 %   |
| белорусы       | 366         | 1,73 %   | 142         | 0,96 %   |
| украинцы       | 291         | 1,38 %   | 127         | 0,86 %   |
| поляки         | 220         | 1,04 %   | 117         | 0,79 %   |
| литовцы        | 77          | 0,36 %   | 54          | 0,37 %   |
| другие         | 212         | 1,00 %   | 150         | 1,02 %   |

## История
Немецкий замок Венден, построенный в 1213 году, служил одним из главных центров Ливонского ордена и резиденцией его магистров. Немецкое название происходит от вендов — названия некогда обитавшей здесь этнической группы неясного происхождения (возможно, ливского, куршского или западно-славянского) — беженцев из северной Курсы, которые в XI веке на городище Риекстукалнс (Ореховая гора) построили свой замок. Данное вендское городище и рядом построенный каменный замок являлись колыбелью города.
В русских летописях он с 1221 года упоминается под названием Кесь. Существование старого названия в русском языке подтверждает, что новгородцам и псковитянам это поселение было знакомо ещё до крестовых походов. Под тем же названием отображён в атласе Меркатора. В Средние века город входил в Ганзейский союз. Здесь ежегодно собирался орденский генеральный капитул. Вальтер фон Плеттенберг и ряд других магистров похоронены в орденской церкви святого Иоанна (XIII век, перестроена в XIX веке).

### Ливонская эпоха
В 1198 году папа римский Иннокентий III объявил крестовый поход против «язычников» Прибалтики. Летом 1202 года с 23 кораблями будущий рижский епископ Альберт Буксгевден отправился покорять даугавских ливов и основал Орден меченосцев.
В 1206 году венды приняли католичество и сделались подданными Ливонского епископства. В 1208 году в вендском поселении расположился гарнизон рыцарей-меченосцев. Их возглавил магистр Бертольд, поэтому новгородцы и псковитяне называли данное поселение Пертуев город (возможно на основе эстонского названия Pertu, Pertulinn). В том же году латгальские правители с одной стороны и рыцари с другой стороны в городище заключили договор, направленный против эстов.
Летом 1210 года городище безуспешно пытались захватить эсты. В 1218 году замок Венден осадило объединённое войско смолян, новгородцев и псковитян под предводительством князя Всеволода Мстиславича. Венды с помощью крестоносцев заставили князя отступить и покинуть Ливонию. В 1221 году Венден вновь осадило войско из Новгорода и других городов, численность которого превышала 12 тысяч человек. Во время этого нападения летописец Генрих Латвийский упоминает поселение возле Венденского замка.
В договоре от 1213 года епископ Альберт и Орден меченосцев заключили договор о новом разделе земель. В результате этого орден получил Венден и большие территории к юго-востоку от города. Тогда же напротив вендского городища начали строить каменный замок.
В 1225 году папский посол Вильгельм Моденский прибыл в Венден, где встретил братьев-рыцарей и множество вендов и латгалов.
28 июля 1226 года впервые упомянута ратуша. Это значит, что Венден уже имел права города.
В 1245 году 500 литовцев незаметно дошли до Вендена и нанесли поражение Ливонскому ордену. Предводитель литовцев Лугвен заставил одного из рыцарей донести голову убитого городского комтура до Литвы. В 1262 году на Венден напал литовский князь Миндовг. Не дождавшись обещанной помощи от русских и не сумев захватить город, литовцы отступили.
В документе от 27 августа от 1271 года видна печать Венденской комтурии: святая Екатерина с пальмовой веткой в правой и вязовой веткой в левой руке. В 1275 году дружина венденских латгалов собирается против земгалов Намейсиса.
Во время гражданской войны в Ливонии в сражении при Турайды в 1298 году союзники Рижского епископства — литовцы, которых возглавлял князь Витень, разгромили войско Ливонского ордена. Среди погибших был магистр и от 22 до 60 рыцарей и до 1500 местных ополченцев. Литовцы потеряли около 800 воинов.
В 1367 году город вошёл в Ганзейский союз и участвовал в войне против Дании. Война закончилась поражением Дании, что обеспечило свободный торговый путь между Балтийским и Северным морями.
В одном из документов от 1383 года Венден описывался как город, который окружает крепкая каменная стена с тремя большими башнями и четырьмя воротами. Вокруг замка и церкви плотно друг к другу, прилегая кругообразно и радиально во все стороны, образовывались узкие, извилистые улицы со зданиями ремесленников и купцов. Венденские купцы объединены в Большой гильдии, ремесленники — в Малой гильдии, орденские ремесленники создали местную группу братства Черноголовых. Происходит быстрый расцвет города. Центр города от Ливской части возле вендского городища перемещён к церкви Святого Иоанна, где создана торговая площадь.
В 1401 году впервые в Вендене состоялся капитул ливонских городов. В будущем это совещание происходило в Вендене многократно.
Благодаря удачному географическому положению для международной торговли, Венден вёл активную торговлю со Псковом и Новгородом. Для купцов из этих государств в середине XV века в городе находились склады, православная церковь и даже целый квартал. Русские купцы имели свои склады ещё только в трёх других городах Ливонии — Риге, Ревеле и Дерпте.
В 1472 году в Вендене открыли монетный двор, где наряду с Ригой чеканили первые монеты Ливонского ордена. Венден — единственный город в Ливонии, где делались золотые и серебряные монеты с надписью (Moneta Wendes или Moneta Wenden).
В 1494 году московский князь Иван III Васильевич закрыл Ганзейскую контору в Новгороде, главном торговом партнёре Ливонии, конфисковал товары и арестовал ливонских купцов. 7 июля того же года магистром Ливонского ордена стал Вальтер фон Плеттенберг. Он старался сделать Венден столицей Ливонского ордена и, осознавая угрозу со стороны Великого княжества Московского, клянётся всеми ливонскими немецкими и ненемецкими силами Ливонской конфедерации сражаться против русских. В 1501 году, после ареста в Дерпте около 150 русских купцов, начались военные действия и 27 августа 1501 года русские и ливонские войска сошлись в сражении на реке Серице (в 10 км от Изборска). В ответ, осенью русские войска штурмовали Венден, но были отбиты. В решающем сражении у озера Смолина объединённая армия Ливонской конфедерации (немцы, латыши, эстонцы) одержала победу, что более чем на пятьдесят лет обеспечило мир для страны. Война закончилась тем, что ни одна из сторон не смогла добиться успеха. Плеттенберг умер в 1535 году, его похоронили в венденской церкви Святого Иоанна.
В 1522 году в Ливонии началась Реформация — смена католицизма на лютеранство. Через три года собравшийся в Вендене ландтаг решил, что лютеранству разрешается беспрепятственно распространяться по всей Ливонии. К тому времени город служил своеобразной перевалочной базой для товаров из северо-западной России: после обоюдного согласия русские свой товар здесь выгружали, а уже в Ригу и другие города его доставляли ливонцы.

### Ливонская война
Ливонская война началась с нападением войск Ивана Грозного 17 января 1558 года. В июле русские одержали победу под Венденом, однако напасть на город ещё не решались.
В январе 1559 года русские разрушили некоторые замки в Венденском округе. После победы в сражении при Эрмесе Иван Грозный занял замок Феллин, что привело к распаду Ливонской конфедерации.
В 1561 году магистр Ливонского ордена, рижский епископ и Рига подчинились Великому княжеству Литовскому. Юридически существование Ливонского ордена закончилось 5 марта 1563 года, и с этим статус столицы потерял и Венден.
В 1569 году Литва и Польша объединились в Речь Посполитую. В августе 1577 год во время битвы за Венден латышские ополченцы из Венденского замка прогнали польский гарнизон и там поселился принц Магнус, который считался королём Ливонии. Тем самым жители надеялись, что город будет защищён от нападения русских. Хотя Магнус обещал отдать Венден войску Ивана Грозного, защитники замка отказались сдаться. В 1577 году замок Венден, во время штурма его Иоанном Грозным, был взорван самими защитниками.

### Период Речи Посполитой и Швеции
В 1582 году польский король Стефан Баторий предоставил Вендену такие же права, какие имела Рига. Началось быстрое развитие города. В 1588 году в Вендене общий ливонский ландтаг присягнул польскому королю. В 1598 году Венден являлся центром Венденского воеводства, одного из воеводств Задвинского герцогства, которое возникло после распада Ливонской конфедерации.
Венден был снова разрушен в результате польско-шведских войн. С 1600 по 1602 год стояли очень холодные зимы, дождливые лета и ранние заморозки, и к голоду и зверствам солдат добавился неурожай, голод и эпидемии. По сообщению венденского епископа Отто Шенкинга от 1 января 1610 года, разгромлены и заросли кустами все поместья, а выжившие при малейшей опасности убегали в леса.
В 1625 году Венден перешёл во власть Швеции. Король Густав II Адольф прогнал из города всех иезуитов. К тому времени были брошены половина хуторов. Благодаря реформам, торговле, ремесленникам и земледелию город восстанавливался. Королева Швеции Кристина предоставила Вендену привилегии, по которым запрещалось торговать в городе пивом, а ремесленникам бросать своё ремесло и переходить на изготовление пива.
После похода в 1656 году царя Алексея Михайловича из латышей создали ополчение, которое в следующем году успешно отразило нападение русских на город. В 1657 году Венден на короткое время захватили и разрушили поляки, однако из-за нападений местных крестьян они потеряли около 6000 солдат. В 1669 году заключили Оливский мир, который обеспечил на территории Лифляндии 40 мирных лет.
В 1665 году построена городская больница, в 1667 году открыта первая латышская школа. В 1671 город разрушил большой пожар. В 1680 году утверждён устав венденской Малой гильдии. В 1688 году в городе было 119 каменных и деревянных зданий.

### В Российской империи
В 1700 году началась Северная война. В январе 1701 года король Швеции Карл XII приказал создать латышские и эстонские батальоны. Первый батальон из шести рот сформировали в Венденском округе. В 1702 году русские войска под руководством Б. П. Шереметева полностью разорили окрестности Вендена, а летом следующего года и сам Венден. Повторно город подвергался нападению в 1707 году.
В 1710 году русские завоёвывают всю Лифляндию. На этом шведские времена в Вендене закончились и Северная война его больше не коснулась. По приказу царя Петра I все грабежи и разбой должны были прекратиться.
В 1714 году снова открылась школа. Количество населения увеличивалось также за счёт пленных, которым Российская империя разрешила вернуться домой. В 1724 в городе было 24 дома — почти в пять раз меньше, чем в 1688 году. В 1744 году — 600 жителей и 80 зданий. Пожар 1748 года в течение получаса превратил в пепел весь город.
В 1747 году императрица Елизавета Петровна подарила Венденское замковое поместье канцлеру Бестужеву-Рюмину. 4 декабря 1766 года императрица Екатерина II присвоила городу привилегии, которые оживили торговлю. Венден становится самостоятельнее, однако по-прежнему остаётся маленьким и бедным. Грамотность населения в 1770 году составляла 64,5 %.
В 1771-м, а потом в 1777 году происходили массовые восстания крестьян, и 30 апреля после «покаянного богослужения» возле городской церкви жестоко выпороли 60 латышских крестьян. Восстания с центром в Вендене повторялись в 1784 году и охватили почти всю территорию Лифляндии. Городское право Вендена было восстановлено при Екатерине II в 1783 году.
14—15 января 1786 года происходил большой латышский хоровой праздник, в котором участвовало 500 человек. В 1787 году открылась первая капиталистическая мануфактура, которая производила кирпич и черепицу. В 1793 году население составляло 1033 жителя. В 1802 году произошли очередные волнения, которые подавили с помощью войск. 20 февраля 1804 года император Александр I издаёт закон о лифляндских крестьянах, который положил конец помещичьему произволу. В 1819 году отменили крепостное право. В 1825 году начинается устройство замкового парка.
В начале 1840 года 1614 жителей — 138 помещиков, 22 священника, 167 чиновников, 7 почётных граждан, 41 купец, 713 ремесленников, 496 рабочих, 30 отставных солдат. В 1853 году — 153 дома, 50 из которых — каменные. В городе пять школ: областная, начальная (элементарная), высшая девичья, начальная девичья и гимназия. В 1863 году открывают телеграфную линию Рига — Венден.
Хотя отношения между немцами и латышами крайне недружелюбны и натянуты, 29 декабря 1872 года в клубе «Bürger Muse» немецких граждан города с двумя латышскими спектаклями гостит труппа Адольфа Алунанса.
В январе 1905 года первые революционные проявления. 23 октября дружина народной милиции освободила из городской тюрьмы 48 политзаключённых. 22 ноября император Николай II объявил в Лифляндии военное положение. В сражении 3 декабря вооружённым повстанцам удалось рассеять подразделение из 230 солдат и казаков. 29 ноября город занял вооружённый пушками эскадрон улан. Карательные экспедиции расстреляли 31 человека. В Венденском уезде восставшие сожгли 60 поместий. В результате восстания немецкие помещики потеряли бывшие привилегии, и в декабре, после выборов, в городскую думу вошли только латыши, включая городского голову. 20 февраля 1907 года жителя Вендена Эдуарда Треймана (Зваргуля) избрали депутатом Государственной думы II созыва.
Период характеризуется расцветом культурной жизни. Открылась женская гимназия, начинается выпуск газет «Цесисская Газета» (Cesu Avize) и «Цесисский Вестник» (Cesu Zinotajs), в честь 80-летия Льва Толстого ставится пьеса «Власть тьмы», открывается новая двухэтажная школа. В начале 1911 года в городе появился первый кинотеатр «Teatrs Paté Elektrokino», и вскоре в городе работали уже три кинотеатра: «Pata», «Fars» и «Lux».
20 июля (1 августа) 1914 года Германия объявила войну России. После разгрома двух русских армий в Августовской операции германские войска в начале апреля 1915 года вторглись в Курляндию, а в июле заняли всю её территорию. В город прибыли тысячи беженцев, а десятки тысяч из них через Венден отправились дальше в Лифляндию и другие районы России.
После Октябрьской революции 27 октября город занял полк латышских стрелков, который обеспечил переход власть в руки большевиков. В Вендене проходил съезд депутатов 12-й армии.
В конце ноября — начале декабря 1917 года в городе проходит ещё один съезд советов 12-й армии. Ранее социал-революционеры (эсеры) сохраняли в исполкоме Совета армии (Искосоле) равноценные большевистским позиции. Но по итогам съезда большевики взяли армию под свой контроль, получив в совете большинство. В декабре 1917-го в Цесисе проходит Пятый съезд латышских стрелков.
20 февраля 1918 года после неудачных переговоров город заняла немецкая армия. Новая городская дума состояла из немцев и делопроизводство происходило на немецком языке.

### Независимая Латвия
В условиях фактической оккупации немецкими войсками, 18 ноября 1918 года Народный совет Латвии провозгласил независимую Латвийскую Республику. В Вендене части латышской самообороны начали формироваться 8 ноября, и 8 декабря была сформирована Цесисская рота. В декабре на территорию Латвии вошли части Красной армии (прежде всего, подразделения Латышской стрелковой дивизии).
Правительство Латвии вначале не пользовалось широким доверием среди латышей, и для отпора наступающей Красной армии из военнослужащих германской армии была сформирована Железная дивизия. Однако дивизия отказалась защищать Венден, и в город 23 декабря вошла Красная армия. Город оставила и Цесисская рота, но в своём первом сражении в ночь на 24 декабря возле Драбеши с удобно замаскированной позиции её пулемётчики уничтожили эскадрон Красной армии.
С 9 января до середины мая революционный трибунал Цесиса приговорил к смертной казни 71 цесисчанина. Из-за голода и террора правительство П. И. Стучки становилось всё непопулярнее. В ночь с 13 на 14 мая отряд национальных партизан во главе Артурсом Вецкалниньшсом напал на Цесисскую тюрьму и освободил заключённых.
30 мая Цесис освободил партизанский отряд Артурса Апарниекса, а через несколько часов в город вошли части Северолатвийской бригады.
В начале июня город заняли немцы. 19—23 июня состоялись бои между эстонскими вооружёнными силами и латвийскими частями с одной стороны и немецким прибалтийским ландесвером с другой (Цесисская битва). Победа эстонских и латвийских войск позволила развить наступление на Ригу и 6 июля освободить её.

### Латвийская ССР
В 1940 году вошёл в состав СССР.
В ходе Великой Отечественной войны 4 июля 1941 года был оккупирован немецкими войсками. В период оккупации всё еврейское население было уничтожено.
Освобождён 26 сентября 1944 года войсками 3-го Прибалтийского фронта в ходе Рижской операции:
- 61-я армия — 356-я стрелковая дивизия (генерал-майор Макаров Михаил Григорьевич) 80-го стрелкового корпуса (генерал-майор авиации Буторин Тихон Иванович); 51-й отдельный танковый полк (подполковник Мжачих Пётр Григорьевич), 1899-й самоходно-артиллерийский полк (майор Виноградов Михаил Кириллович).[18]

В январе 1989 г. численность населения составляла 22 тыс. ч., основу экономики города составляли предприятия пищевой промышленности, стройматериалов и др.

## Достопримечательности

### Замок магистра Ливонского ордена
Развалины Цесисского (Венденского) замка — четыре башни, стены которых имеют толщину до 3,5 м, примыкают к крепостным стенам такой же толщины; между собой башни соединены подземными ходами. Замок с предзамковыми сооружениями — основная часть исторического ядра города. Он сооружён на возвышенности и отделён рвом от существовавшего здесь ранее замка вендов. Он сооружён около 1220 года и многократно перестраивался, а с 1237 года служил резиденцией магистра Ливонского ордена. От первоначального замка сохранились остатки однонефной капеллы в восточной части замка. Сохранились фрагменты белокаменных архитектурных деталей позднероманского типа.
В конце XIV — начале XV веков замок был перестроен, от этого строения сохранились два корпуса, сочленённые под прямым углом, расположенные на юго-востоке и юго-западе, и два яруса главной западной башни. Рядом с главной башней располагался въезд во внутренний двор, а также следы наружной арочной галереи. Стены сложены из валунов и плитняка. Свободно размещённые окна имели, видимо, белокаменные переплёты.
В конце XV — начале XVI веков к замку пристроены башни для артиллерийских орудий, со стенами толщиной более 4 м: Северная, Южная (которая называется «Длинный Герман»), а в предзамке башни Ладамахера и Западная. Была надстроена главная западная башня, где были построены личные апартаменты магистра — квадратная комната с богато украшенным звездчатым сводом (окончены в 1522 году).
Во время Ливонской войны замок частично разрушен войсками Ивана Грозного, а с начала XVIII века заброшен.
В 1777 году в предзамковой части была надстроена башня Ладамахера, а около неё выстроен так называемый Новый замок — двухэтажный дворец с мансардной кровлей.
В 1912—1914 годах установлена кровля над главной башней, в 1957 году частично отреставрирован «Длинный Герман». В 1952—1962 годах укреплена северная башня, законсервированы стены. Проводились археологические исследования.

### Собор святого Иоанна
Собор святого Иоанна (Иоанна Крестителя) — самая крупная средневековая базилика в Латвии за пределами Риги. Она была возведена в 1281—1284 годах и служила главным храмом Ливонского ордена. В 1582—1621 годах являлся главным собором инфлянтского католического епископа, а с 1621 года стал лютеранской церковью. Служил местом захоронения магистров и епископов.
Собор представляет в плане трёхнефную шестистолпную базилику. Стены сложены из грубо отёсанных известняковых блоков, а арки и нервюры из профильных кирпичей. Своды, предположительно, относятся к середине XIV века. В XV веке был расширен пресбитерий, возведена западная башня и с севера пристроена капелла.

## Транспорт
Автобусный транспорт
В городе находится Цесисское автотранспортное объединение (CATA, в прошлом Автокомбинат № 9), которое обеспечивает городские, пригородные и междугородние пассажирские перевозки.
Городские маршруты получили нумерацию в 1970 году:
№ 1: Автокомбинат — ул. Паэгле — ул. Гагарина — ул. Гауяс — Гауя.
№ 2: Автокомбинат — ул. Железнодорожная — ул. Гагарина — ул. Комсомольская — Гауя.
№ 3: Саулрити — санаторий «Гауясличи».
№ 4: Пансионат «Цирулиши» — Яункални.
Маршруты № 7 и № 8 связывали город с пригородным поселком Приекули, в котором находились селекционная станция и техникум механизации.
С 1 апреля 1984 года маршрутная сеть получила новую нумерацию, следующую принципу нечётной нумерации ежедневного выпуска автобусов АК № 9 (от 1 до 115, чётный номер получали двухсуточные выпуски второго дня, например, 63/64 с ночёвкой водителя в Яунпиебалге).
№ 1: Автокомбинат — ул. Паэгле — Автостанция — ул. Ригас — Гауя.
№ 3: Саулрити — ул. Паэгле — Автостанция — санаторий «Гауясличи».
№ 5: Пансионат «Цирулиши» — Автостанция — Яункални.
№ 7: Автокомбинат — ул. Красноармейская — Автостанция — ул. Ригас — Гауя (по рабочим дням).
№ 9: Автокомбинат — ул. Паэгле — Автостанция — Больница — ул. Комсомольская — санаторий «Цесис».
№ 11: Больница — Приекули — Автошкола.
№ 13: пл. Ленина — Больница — ул. 21 Июля — пл. Ленина.

### Железнодорожный транспорт
Станция Цесис на линии Рига — Лугажи.

### Автодороги
Через Цесис проходит региональная автодорога P20 Валмиера — Цесис — Драбеши, приходит в город дорога P14 Умурга — Цесис и уходит из него P30 Цесис — Вецпиебалга — Мадона.

## Зимние виды спорта
На территории современного Цесиса одно из значимых мест занимают горнолыжные спуски, которые зимой привлекают любителей и профессионалов зимних видов спорта. Два горнолыжных спуска расположены в непосредственной близости друг от друга и носят названия Жагаркалнс и Озолкалнс.